# Lemezes tinóru
Az aranysárga lemezestinórú (Phylloporus pelletieri) a tinórúgomba-alkatúak (Boletales) rendjén belül, a tinórufélék (Boletaceae) családjába tartozó Phylloporus nemzetség egyik ehető, ritkasága miatt kíméletre szoruló, védett faja.

## Előfordulása
Kora nyártól késő őszig terem, lomb- és fenyőerdőkben. Általában kevés termőtestet fejleszt, gyakran csak egyesével fordul elő. Magyarországon többnyire savanyú talajú lomberdőkben fordul elő, tölgyek, gyertyán és bükk alatt.

## Megjelenése
Kalapja 3–8 cm átmérőjű, domborúból ellaposodó, nemezes, bársonyos, idős korban lecsupaszodó felületű. Színe vöröses-, gesztenye- vagy sötétbarna, néha olív árnyalattal.
Termőrétege lemezes szerkezetű, a lemezek között kereszterekkel összekötött (anasztomizáló), kissé tönkre lefutó, aranysárga színű.
Tönkje 3–6 cm hosszú és 0,5-1,5 cm széles, hengeres vagy lefelé elvékonyodó, finoman szemcsés felületű, a csúcsán aranysárga, lefelé barnás árnyalatú. A bázismicélium aranysárga színű.
Húsa puha, fehéres, halványsárgás színű, a vágásfelületen enyhén hússzínűre változó, a tönk tövében élénkebb sárga árnyalatú, szaga nem jellegzetes, íze enyhe.

## Felhasználhatósága
Ehető.

## Védettsége
Veszélyeztetettség oka hazai és nemzetközi szinten: Az eleve kevés termőtestet fejlesztő faj élőhelyei is egyre jobban beszűkülnek és degradálódnak, főként az erdészeti tevékenység miatt. Szerepel a gombák védelmére alakult európai tanács (ECCF) európai védelemről szóló javaslatában.

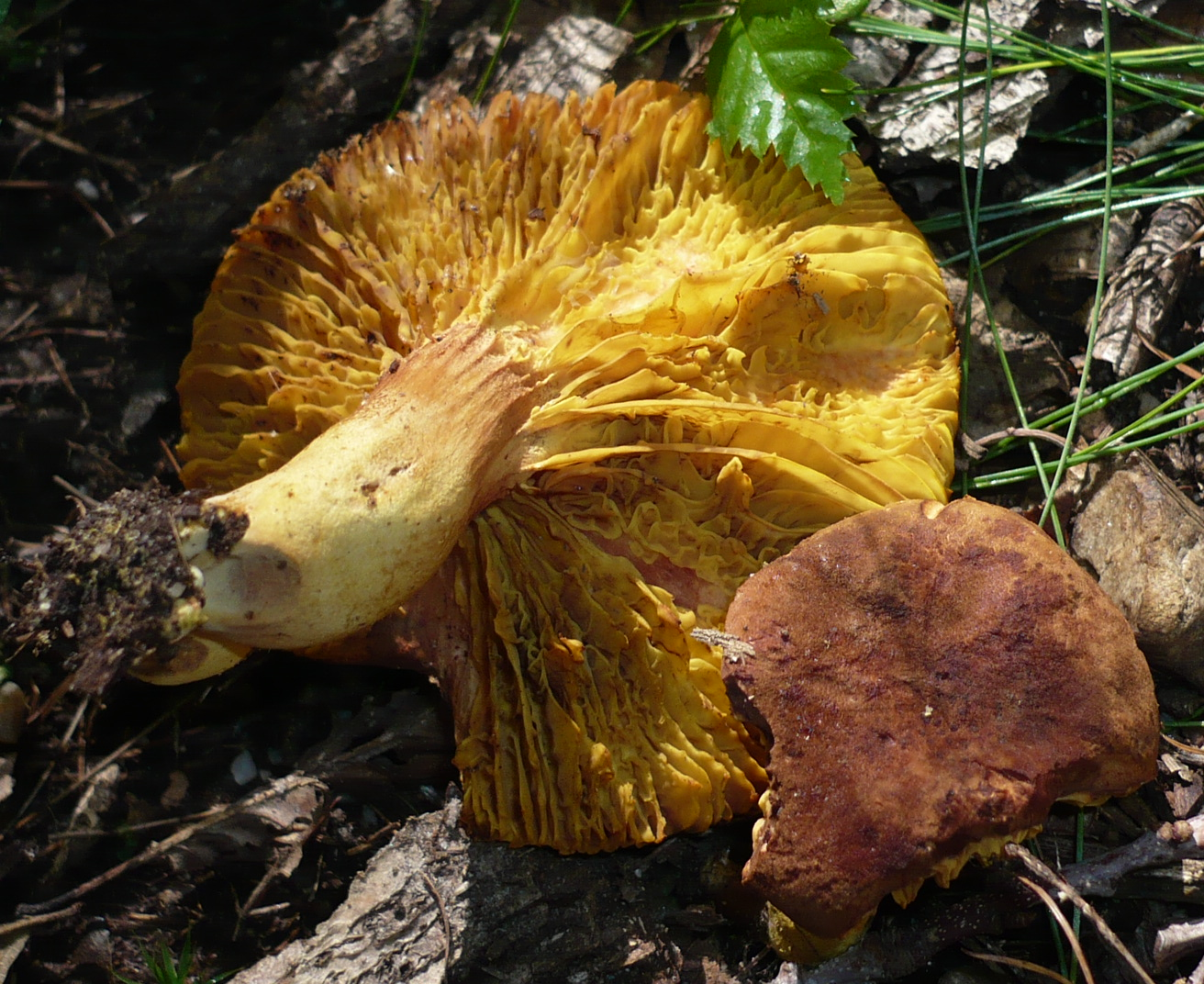
Aranysárga lemezestinóru

Természetvédelmi értéke: 5 000 Ft.